# Simone Moro
Simone Moro (* 27. října 1967) je italský horolezec. Původním povoláním knihovník, později trenér plavání a horský vůdce. Moro je také členem italské armády. Mezi roky 1992 - 1996 působil jako trenér italské horolezecké reprezentace. Jeho patrneři ve vysokých horách byli Piotr Morawski, Anatolij Bukrejev a v současné době leze převážně s Děnisem Urubkem. V roce 2001 při pokusu o výstup na Lhoce se vydal hledat britského horolezce Toma Moorese. Za tento výkon byl odměněn cenou Fair Play. Moro je rekordmanem v počtu zimních prvovýstupů na osmitisícovky. Dokázal již uskutečnit prvovýstup v zimě na Šiša Pangmu, Makalu a Gašerbrum II. V roce 2012 se spolu s Děnisem Urubkem pokoušel o zimní prvovýstup na Nanga Parbat. Ten se mu zdařil v roce 2016 s Alexem Txikonem a Muhammadem Ali Sadrapou.

## Úspěšné výstupy na osmitisícovky
- 1997 Lhoce (8 516 m n. m.)
- 2000 Mount Everest (8 848 m n. m.)
- 2002 Čo Oju (8 201 m n. m.)
- 2002 Mount Everest (8 848 m n. m.)
- 2003 Broad Peak (8 047 m n. m.)
- 2005 Šiša Pangma (8 013 m n. m.)
- 2006 Mount Everest (8 848 m n. m.)
- 2009 Makalu (8 465 m n. m.)
- 2010 Mount Everest (8 848 m n. m.)
- 2011 Gašerbrum II (8 035 m n. m.)
- 2016 Nanga Parbat (8125 m n. m.)

## Další úspěšné výstupy
- 1993 Aconcagua (6 959 m n. m.)
- 1997 Cerro Chaltén (3 375 m n. m.)
- 1999, 2009 Štít Korženěvské (7 105 m n. m.)
- 1999, 2009 Pik Lenina (7 134 m n. m.)
- 1999, 2009 Chan Tengri (7 010 m n. m.)
- 1999, 2009 Qullai Ismoili Somoni (7 495 m n. m.)
- 1999, 2009 Džengiš Čokusu (7 439 m n. m.)
- 2002 Vinson Massif (4 892 m n. m.)
- 2003 Elbrus (5 642 m n. m.)
- 2004 Baruntse (7 129 m n. m.)